# Combinata nordica ai I Giochi olimpici invernali
Nella combinata nordica ai I Giochi olimpici invernali fu disputata una sola gara, il 2 e il 4 febbraio, che assegnò solo le medaglie olimpiche (a differenza di salto e fondo, i cui titoli furono validi anche come Campionati mondiali di sci nordico.

## Risultati
Presero il via 30 atleti di 9 diverse nazionalità, ma la competizione per il podio fu egemonizzata dagli sciatori norvegesi. La prima prova disputata, il 2 febbraio, fu la 18 km di sci di fondo e si trattò della medesima gara valida di per sé per l'assegnazione dei titoli olimpici e iridati nella disciplina. Thorleif Haug e Johan Grøttumsbråten s'iscrissero a entrambe le competizioni e chiusero rispettivamente al primo e al secondo posto la prova di fondo, che invece Thoralf Strømstad e Harald Økern disputarono soltanto ai fini della combinata, arrivando 3º e 4º nella classifica della specialità. La prova di salto dal trampolino, il 4 febbraio sul Le Mont, fu vinta nuovamente da Haug davanti a Strømstad e Økern: i due inseguitori fecero registrare distanze maggiori, ma la valutazione stilistica premiò, nel punteggio complessivo, Haug. Più indietro (ottavo) si classificò Grøttumsbråten, che così scalò dal secondo al terzo posto.

### Prova di fondo 18 km
| Pos. | Atleta                 | Nazione        | Tempo    | PC     |
| ---- | ---------------------- | -------------- | -------- | ------ |
| 1    | Thorleif Haug          | Norvegia       | 1:14'31" | 20,000 |
| 2    | Thoralf Strømstad      | Norvegia       | 1:15'51" | 19,375 |
| 3    | Johan Grøttumsbråten   | Norvegia       | 1:17'03" | 18,750 |
| 4    | Harald Økern           | Norvegia       | 1:20'30" | 17,125 |
| 5    | Josef Adolf            | Cecoslovacchia | 1:25'29" | 14,625 |
| 6    | Axel-Herman Nilsson    | Svezia         | 1:31'17" | 11,625 |
| 7    | Walter Buchberger      | Cecoslovacchia | 1:32'32" | 11,000 |
| 8    | Josef Bím              | Cecoslovacchia | 1:33'08" | 10,750 |
| 9    | Klébert Balmat         | Francia        | 1:33'49" | 10,375 |
| 9    | Peter Schmid           | Svizzera       | 1:33'34" | 10,375 |
| 11   | Verner Eklöf           | Finlandia      | 1:34'11" | 10,250 |
| 12   | Sigurd Overby          | Stati Uniti    | 1:34'56" | 9,875  |
| 13   | Gilbert Ravanel        | Francia        | 1:35'33" | 9,500  |
| 14   | Xaver Affentranger     | Svizzera       | 1:36'36" | 9,000  |
| 15   | Menotti Jakobsson      | Svezia         | 1:37'10" | 8,750  |
| 16   | Hans Eidenbenz         | Svizzera       | 1:39'51" | 7,375  |
| 17   | Alexandre Girard-Bille | Svizzera       | 1:41'43" | 6,500  |
| 18   | Franciszek Bujak       | Polonia        | 1:42'13" | 6,250  |
| 19   | Sulo Jääskeläinen      | Finlandia      | 1:42'30" | 6,125  |
| 20   | Andrzej Krzeptowski    | Polonia        | 1:43'02" | 5,750  |
| 21   | Adrien Vandelle        | Francia        | 1:43'58" | 5,375  |
| 21   | Nils Lindh             | Svezia         | 1:43'58" | 5,375  |
| 23   | John Carleton          | Stati Uniti    | 1:45'49" | 4,375  |
| 24   | István Déván           | Ungheria       | 1:50'20" | 2,125  |
| 25   | Anders Haugen          | Stati Uniti    | 1:55'04" | 0,000  |
| 25   | Ragnar Omtvedt         | Stati Uniti    | 2:05'03" | 0,000  |
| -    | Béla Szepes            | Ungheria       | DNF      |        |
| -    | Otakar Německý         | Cecoslovacchia | DNF      |        |
| -    | Martial Payot          | Francia        | DNF      |        |

### Prova di salto
| Pos. | Atleta                 | Nazione        | Misure Salti | Punteggi giudici    | Punteggi giudici  | Punteggi giudici   | Media Punti   | PC     |
| Pos. | Atleta                 | Nazione        | Misure Salti | Svizzera (bandiera) | Svezia (bandiera) | Francia (bandiera) | Media Punti   | PC     |
| ---- | ---------------------- | -------------- | ------------ | ------------------- | ----------------- | ------------------ | ------------- | ------ |
| 1    | Thorleif Haug          | Norvegia       | 42,5 44,0    | 16,875 18,250       | 18,125 18,500     | 16,875 18,250      | 17,291 18,333 | 17,812 |
| 2    | Johan Grøttumsbråten   | Norvegia       | 46,0 45,5    | 17,000 17,625       | 18,250 18,375     | 17,250 17,625      | 17,500 17,875 | 17,687 |
| 3    | Harald Økern           | Norvegia       | 44,5 47,0    | 16,375 17,500       | 17,625 18,500     | 16,375 18,000      | 16,791 18,000 | 17,395 |
| 4    | Menotti Jakobsson      | Svezia         | 42,5 41,0    | 16,375 16,750       | 17,625 17,500     | 16,375 16,750      | 16,791 17,000 | 16,895 |
| 5    | Alexandre Girard-Bille | Svizzera       | 38,0 41,0    | 15,500 17,500       | 16,750 17,750     | 15,500 17,250      | 15,916 17,500 | 16,708 |
| 6    | Sulo Jääskeläinen      | Finlandia      | 41,5 41,0    | 15,875 16,500       | 17,375 17,000     | 16,375 16,500      | 16,542 16,666 | 16,604 |
| 7    | Axel-Herman Nilsson    | Svezia         | 42,5 40,5    | 16,125 16,375       | 17,375 17,125     | 15,875 16,125      | 16,458 16,542 | 16,500 |
| 8    | Thoralf Strømstad      | Norvegia       | 44,5 39,5    | 15,875              | 17,125 16,875     | 16,125             | 16,375 16,291 | 16,333 |
| 9    | Walter Buchberger      | Cecoslovacchia | 40,5 39,5    | 15,875 16,375       | 16,625            | 15,875 16,125      | 16,125 16,375 | 16,250 |
| 10   | Hans Eidenbenz         | Svizzera       | 36,5 41,5    | 13,875 15,875       | 15,875 17,125     | 14,375 16,375      | 14,708 16,458 | 15,583 |
| 11   | Verner Eklöf           | Finlandia      | 37,0         | 14,500 14,750       | 15,000 15,500     | 14,750 15,000      | 14,750 15,083 | 14,916 |
| 12   | Sigurd Overby          | Stati Uniti    | 40,0 39,5    | 14,500 14,625       | 14,750 15,125     | 14,250 14,125      | 14,500 14,625 | 14,562 |
| 13   | Klébert Balmat         | Francia        | 35,0         | 13,250 14,750       | 14,750 15,500     | 13,500 14,000      | 13,833 14,750 | 14,291 |
| 14   | Peter Schmid           | Svizzera       | 34,5 33,0    | 13,875 13,500       | 14,875 14,250     | 14,125 13,750      | 14,291 13,833 | 14,062 |
| 15   | Josef Bím              | Cecoslovacchia | 33,0 36,0    | 12,500 14,250       | 12,500 13,500     | 13,500 14,250      | 12,833 14,000 | 13,416 |
| 16   | Xaver Affentranger     | Svizzera       | 33,0 34,0    | 12,500 13,750       | 13,250 13,750     | 13,000 14,000      | 12,917 13,833 | 13,375 |
| 17   | Andrzej Krzeptowski    | Polonia        | 32,5 33,0    | 13,125 13,750       | 12,875 13,500     | 13,125 13,500      | 13,041 13,583 | 13,312 |
| 18   | Josef Adolf            | Cecoslovacchia | 32,5 34,5    | 12,375 14,375       | 12,625 13,375     | 11,875 12,875      | 12,291 13,541 | 12,916 |
| 19   | Gilbert Ravanel        | Francia        | 31,0 33,0    | 11,500 13,250       | 12,500 13,500     | 11,500 13,500      | 11,833 13,417 | 12,625 |
| 20   | Aladár Háberl          | Ungheria       | 33,0 20,0    | 11,500 11,750       | 12,000 11,250     | 11,500 11,250      | 11,667 11,417 | 11,542 |
| 21   | Anders Haugen          | Stati Uniti    | C 46,0       | 7,000 16,750        | 6,000 17,750      | 4,000 17,500       | 5,667 17,333  | 11,500 |
| 22   | Adrien Vandelle        | Francia        | 26,0 28,0    | 10,500 11,750       | 10,500 11,750     | 10,000 11,250      | 10,333 11,583 | 10,958 |
| 23   | Béla Szepes            | Ungheria       | 39,5 C       | 15,125 5,000        | 15,620 6,000      | 14,125 7,000       | 14,956 6,000  | 10,478 |
| 24   | John Carleton          | Stati Uniti    | C            | 6,000 4,000         | 7,000             | 7,000 4,000        | 6,666 5,000   | 5,833  |
| 25   | Ragnar Omtvedt         | Stati Uniti    | DNF          |                     |                   |                    |               | 0,000  |

### Classifica Finale
| Pos.    | Atleta                 | Nazione        | Punti Fondo | Punti Salto | Media Punti |
| ------- | ---------------------- | -------------- | ----------- | ----------- | ----------- |
| Oro     | Thorleif Haug          | Norvegia       | 20,000      | 17,812      | 18,906      |
| Argento | Johan Grøttumsbråten   | Norvegia       | 18,750      | 17,687      | 18,218      |
| Bronzo  | Thoralf Strømstad      | Norvegia       | 19,375      | 16,333      | 17,854      |
| 4       | Harald Økern           | Norvegia       | 17,125      | 17,395      | 17,260      |
| 5       | Axel-Herman Nilsson    | Svezia         | 11,625      | 16,500      | 14,063      |
| 6       | Josef Adolf            | Cecoslovacchia | 14,625      | 12,916      | 13,770      |
| 7       | Walter Buchberger      | Cecoslovacchia | 11,000      | 16,250      | 13,625      |
| 8       | Menotti Jakobsson      | Svezia         | 8,750       | 16,895      | 12,823      |
| 9       | Verner Eklöf           | Finlandia      | 10,250      | 14,916      | 12,583      |
| 10      | Klébert Balmat         | Francia        | 10,375      | 14,291      | 12,333      |
| 11      | Sigurd Overby          | Stati Uniti    | 9,875       | 14,562      | 12,219      |
| 11      | Peter Schmid           | Svizzera       | 10,375      | 14,062      | 12,219      |
| 13      | Josef Bím              | Cecoslovacchia | 10,750      | 13,416      | 12,083      |
| 14      | Alexandre Girard-Bille | Svizzera       | 6,500       | 16,708      | 11,604      |
| 15      | Hans Eidenbenz         | Svizzera       | 7,375       | 15,583      | 11,479      |
| 16      | Sulo Jääskeläinen      | Finlandia      | 6,125       | 16,604      | 11,364      |
| 17      | Xaver Affentranger     | Svizzera       | 9,000       | 13,375      | 11,187      |
| 18      | Gilbert Ravanel        | Francia        | 9,500       | 12,625      | 11,062      |
| 19      | Andrzej Krzeptowski    | Polonia        | 5,750       | 13,312      | 9,531       |
| 20      | Adrien Vandelle        | Francia        | 5,375       | 10,958      | 8,166       |
| 21      | Anders Haugen          | Stati Uniti    | 0,000       | 11,500      | 5,750       |
| 22      | Béla Szepes            | Ungheria       | 0,000       | 10,478      | 5,239       |
| 23      | John Carleton          | Stati Uniti    | 4,375       | 5,833       | 5,104       |
| 24      | Ragnar Omtvedt         | Stati Uniti    | 0,000       | 0,000       | 0,000       |

## Medagliere
| Posizione | Paese    |   |   |   | Totale |
| --------- | -------- | - | - | - | ------ |
| 1         | Norvegia | 1 | 1 | 1 | 3      |
| Totale    | Totale   | 1 | 1 | 1 | 3      |